# Cantonul Mortain
Cantonul Mortain este un canton din arondismentul Avranches, departamentul Manche, regiunea Basse-Normandie, Franța.

## Comune
| Comune                   | Populație (1999) | Cod poștal | Cod INSEE |
| ------------------------ | ---------------- | ---------- | --------- |
| Bion                     | ...              | 50140      | 50056     |
| Fontenay                 | ...              | 50140      | 50189     |
| Mortain                  | ...              | 50140      | 50359     |
| Le Neufbourg             | ...              | 50140      | 50371     |
| Notre-Dame-du-Touchet    | ...              | 50140      | 50381     |
| Romagny                  | ...              | 50140      | 50436     |
| Saint-Barthélemy         | ...              | 50140      | 50450     |
| Saint-Clément-Rancoudray | ...              | 50140      | 50456     |
| Saint-Jean-du-Corail     | ...              | 50140      | 50494     |
| Villechien               | ...              | 50140      | 50638     |